# La Terreur des dames
Pour plus de détails, voir Fiche technique et Distribution.
La Terreur des dames ou Ce cochon de Morin est un film français de Jean Boyer réalisé en 1956.

## Synopsis
Un brave et honnête libraire de province et candidat aux élections municipales est victime d'une machination dès son arrivée à Paris par un journaliste allié de ses adversaires. Bien des mésaventures lui arriveront au cours de son périple parisien.

## Fiche technique
- Titre original : La Terreur des dames
- Titre alternatif : Ce cochon de Morin
- Réalisation : Jean Boyer, assisté de Jean Bastia
- Scénario : René Barjavel, Raymond Castans, d'après une nouvelle de Guy de Maupassant
- Musique : René Sylviano
- Produit : Frédéric Heldt et Jean Martinetti
- Chef décorateurs : Robert Giordani
- Photographie : Charles Suin
- Montage : Christian Gaudin
- Sociétés de production :  Eminente Films -  Méditerranée Cinéma Production
- Société de distribution : Gaumont
- Pays :  France
- Format : Noir et blanc - 1,37:1 - 35 mm - Son mono
- Genre : Comédie
- Durée : 93 minutes
- Date de sortie : 
  - France : 23 novembre 1956

## Distribution
- Noël-Noël : Aimé Morin, un brave libraire de province candidat aux élections municipales
- Jacqueline Gauthier : Henriette Bonnel, la dame du train "victime de ce cochon de Morin"
- Yves Robert : Labarge, un journaliste allié aux ennemis politiques de Morin
- Jacqueline Pagnol : Louisette, la gentille nièce de l'hôtelier qui se prend de sympathie pour Aimé
- Noël Roquevert : Bonnel, le terrible mari d'Henriette ; propriétaire de l'hôtel
- Suzet Maïs : Mme Genlis, la fiancée d'Aimé qui n'en veut qu'à son argent
- Jean Poiret : un gendarme
- Michel Serrault : un gendarme
- Fernand Sardou : le commissaire de police
- Elaine Dana : la strip-teaseuse
- Luce Fabiole
- Nina Myral
- Joëlle Robin
- Hélène Tossy
- Dany Cintra